# Hohn (Gemeinde)
Hohn ist eine Gemeinde und ländlicher Zentralort im Kreis Rendsburg-Eckernförde in Schleswig-Holstein.

## Geografie

### Geografische Lage
Das Gemeindegebiet von Hohn erstreckt sich im Süden des Naturraums Schleswiger Vorgeest etwa zehn Kilometer westlich von Rendsburg zwischen den Flussläufen Sorge und Eider beim Hohner See. Die höchste Erhebung im Gemeindegebiet ist der südlich vom Fliegerhorst gelegene Eichberg mit 26 m ü. NHN.

### Gemeindegliederung
Neben dem  Dorf gleichen Namens, befinden sich auch die Wohnplätze Garlbek, Großensichten, Mösch und Porrenberg, allesamt Häusergruppen, außerdem die Streusiedlungen Julianenebene und Königsbach im Gemeindegebiet.

### Nachbargemeinden
Direkt angrenzende Gemeindegebiete von Hohn sind:
|                     | Meggerdorf, Friedrichsholm, Königshügel, Lohe-Föhrden          |         |
| Tielen, Tielenhemme | Kompassrose, die auf Nachbargemeinden zeigt                    | Fockbek |
|                     | Friedrichsgraben, Sophienhamm, Bargstall, Elsdorf-Westermühlen |         |

## Geschichte

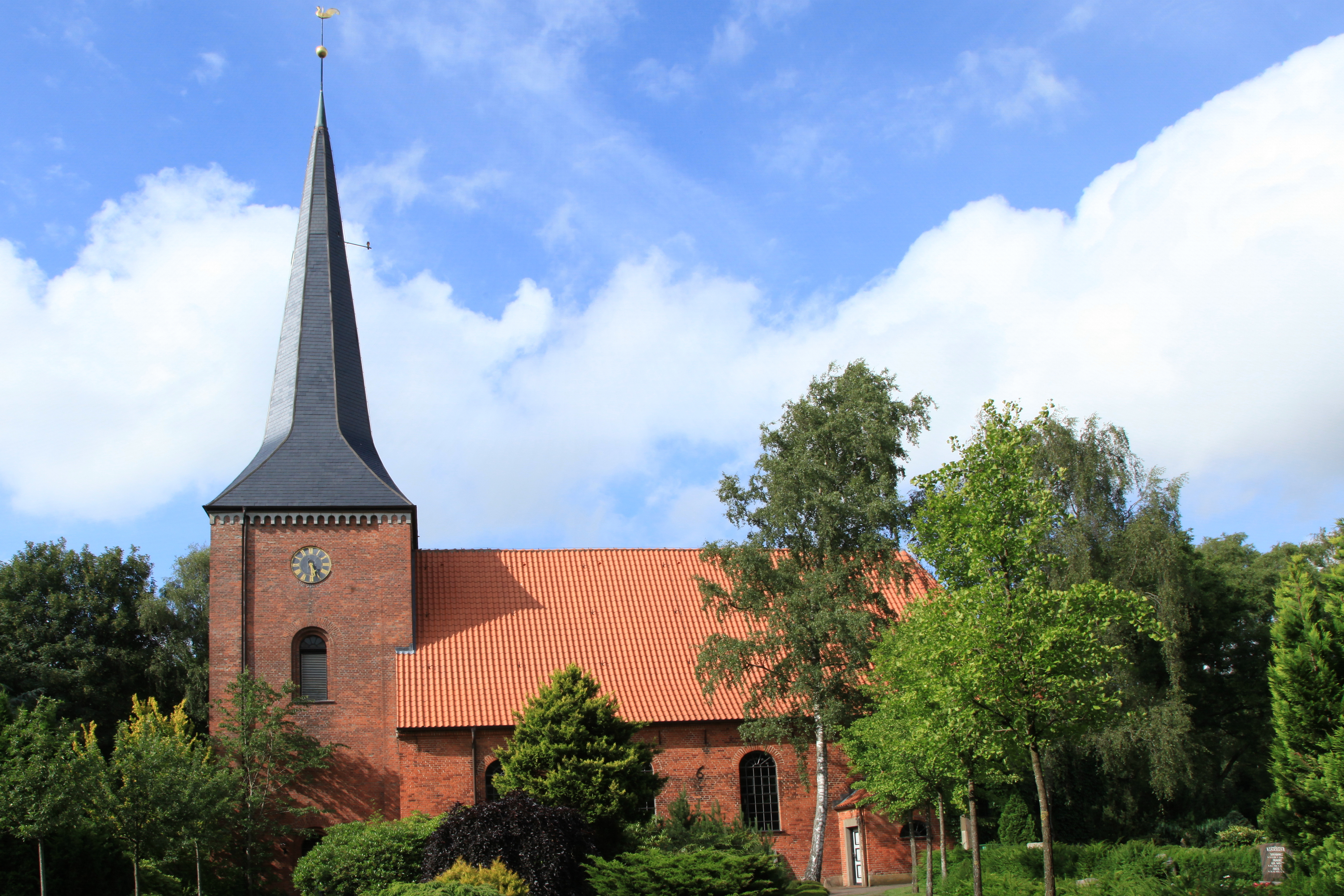
Marienkirche Hohn

Das Gebiet ist seit der Steinzeit bewohnt. Der Name Hohn wurde im 13. Jahrhundert erstmals erwähnt und bedeutet wahrscheinlich Höhe.
Nach der Grundsteinlegung am 29. August 1692 wurde die Marienkirche 1694 eingeweiht. Ein Teil ihrer Inneneinrichtung sowie der hölzerne Glockenturm, der vom 17. bis 31. August 1691 im Auftrag von Herzog Christian Albrecht abgebaut und in Hohn wieder errichtet wurde, stammen aus der Rendsburger Campen-Kirche, die wegen Festungsarbeiten abgerissen wurde.

## Politik

### Gemeindevertretung
Bei der Kommunalwahl am 14. Mai 2023 wurden insgesamt 13 Sitze vergeben. Die CDU und die Kommunale Wählergemeinschaft Hohn erhielten je sechs Sitze und die SPD erhielt einen Sitz.

### Bürgermeister
Bürgermeister ist Volker Stiefel von der CDU.

### Wappen
Blasonierung: „Gespalten von Blau und Gold. Vorn ein Hahn, hinten ein wachsender, oben mit einem Eichenblatt besteckter blauer Dreiberg in verwechselten Farben.“

## Kultur und Sehenswürdigkeiten
Siehe auch: Liste der Kulturdenkmale in Hohn
Hinter dem Empfangsgebäude des ehemaligen Bahnhofs befindet sich seit September 2018 eine Transall C-160 zu Ausstellungszwecken.
Etwa 1,5 Kilometer westlich der Dorflage von Hohn liegt das Naturschutzgebiet Hohner See. Es wird vom Natur- und Umweltschutzzentrum Hohner See betreut.
Seit 2007 gibt es im Ort ein Ottergehege, in dem zwei Fischotter beobachtet werden können (Lage).
Die Gemeinde Hohn ist für ihre Handballbegeisterung überregional bekannt. In den 1960er Jahren spielte die Männermannschaft des Hohner SV während zwei Spielzeiten in der Feldhandball-Bundesliga. In der Saison 2015/2016 spielt die männliche Jugend A in der Jugend-Bundesliga. Dies gilt als größter sportlicher Erfolg in der noch jungen Vereinsgeschichte der HSG Eider Harde.

## Wirtschaft und Infrastruktur

### Wirtschaftsstruktur
Die Wirtschaftsstruktur in  der Gemeinde ist in erster Linie vom hiesigen Bundeswehrstandort geprägt. Auf dem im östlichen Gemeindegebiet befindlichen Fliegerhorst Hohn war seit 1967 das Lufttransportgeschwader 63 stationiert. Die im Stationierungskonzept 2011 geplante Schließung des Standortes konnte Ende des Jahres 2019 abgewendet werden, da die Anlage u. a. zum Ausweichflugplatz für Bundeswehreinheiten bestimmt wurde.
Die Bedeutung des Wirtschaftsbereichs der Landwirtschaft ist seit dem Ende des Zweiten Weltkriegs stetig zurückgegangen. Waren am Ort im Jahr 1947 noch rund 150 Betriebe aktiv, ist deren Zahl auf neun um die Jahrtausendwende zurückgegangen.

### Verkehr

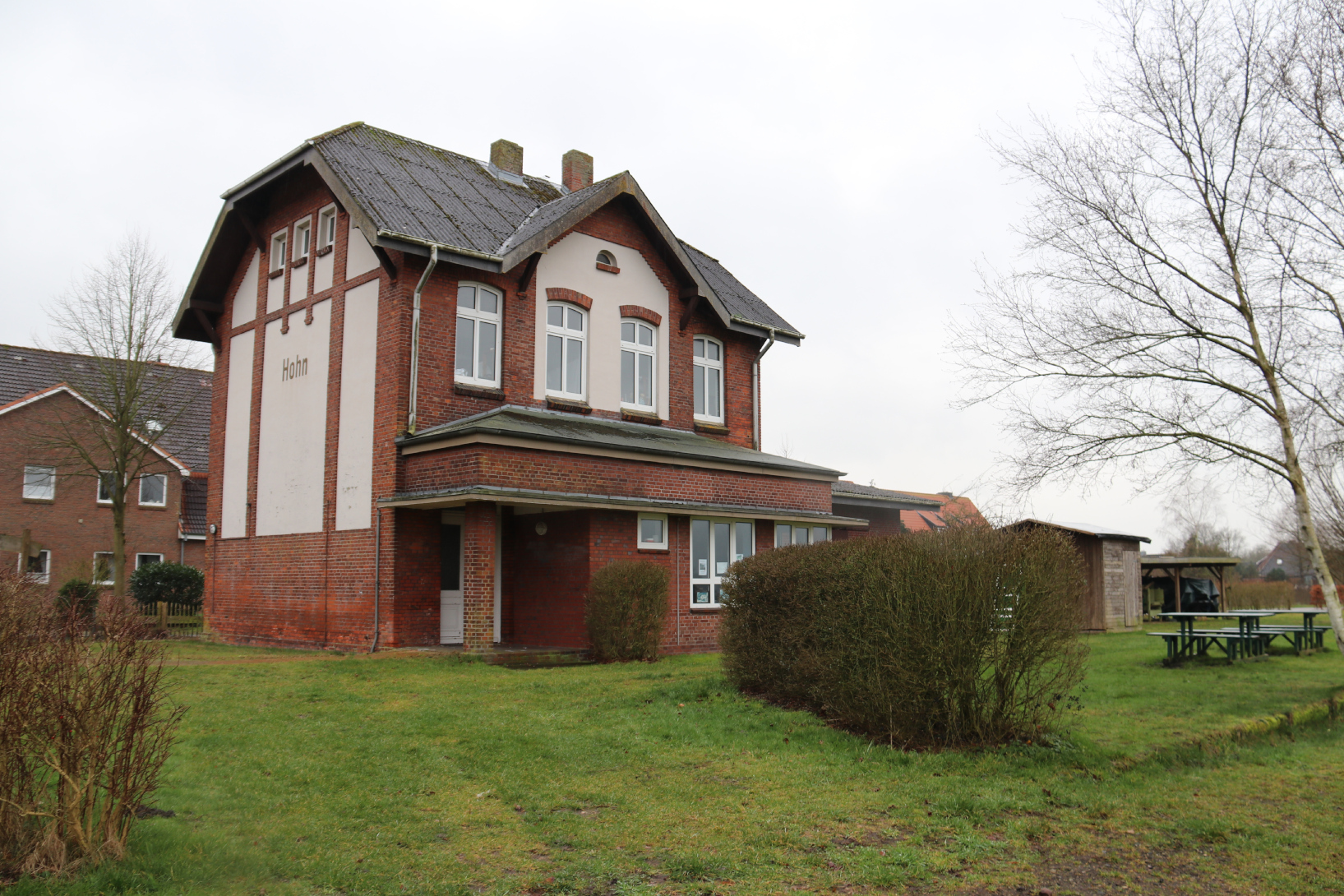
Bahnhof Hohn, heute Naturschutzzentrum

Hohn hatte von 1910 bis 1988 einen Bahnhof an der Bahnstrecke Rendsburg–Husum. Im Personenverkehr wurde die Strecke bis Mai 1974 bedient, Güterverkehr wurde bis Hohn noch bis zum 28. Mai 1988 durchgeführt. Im Bahnhofsgebäude ist das Natur- und Umweltschutzzentrum Hohner See untergebracht.
Durch das Gemeindegebiet verläuft die Bundesstraße 202 im Abschnitt zwischen Rendsburg und Friedrichstadt.

## Persönlichkeiten
- Johann Bielfeldt (* 1886 in Hohn; † 1981 in Itzehoe), evangelisch-lutherischer Pastor, Mitglied der Bekennenden Kirche, Propst in Itzehoe